# Neologe Synagoge (Bratislava)

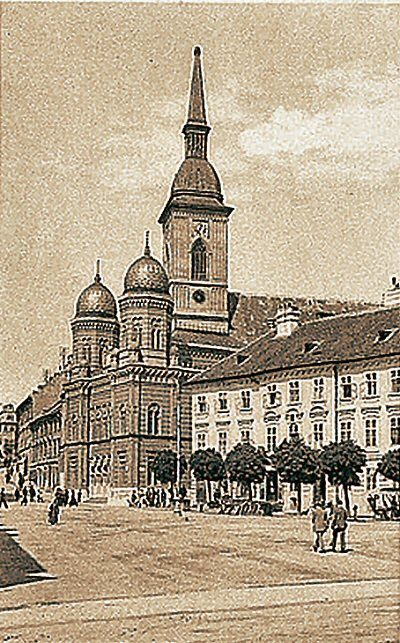
Die Synagoge am Fischplatz. Im Hintergrund der Martinsdom (Bratislava)

Die Neologe Synagoge (slowakisch Neologická synagóga) war eine Synagoge in Bratislava. Sie befand sich am Fischplatz (Rybné námestie), unweit des Martinsdoms. Benannt ist sie nach der neologen Glaubensrichtung innerhalb des Judentums im damaligen Königreich Ungarn.

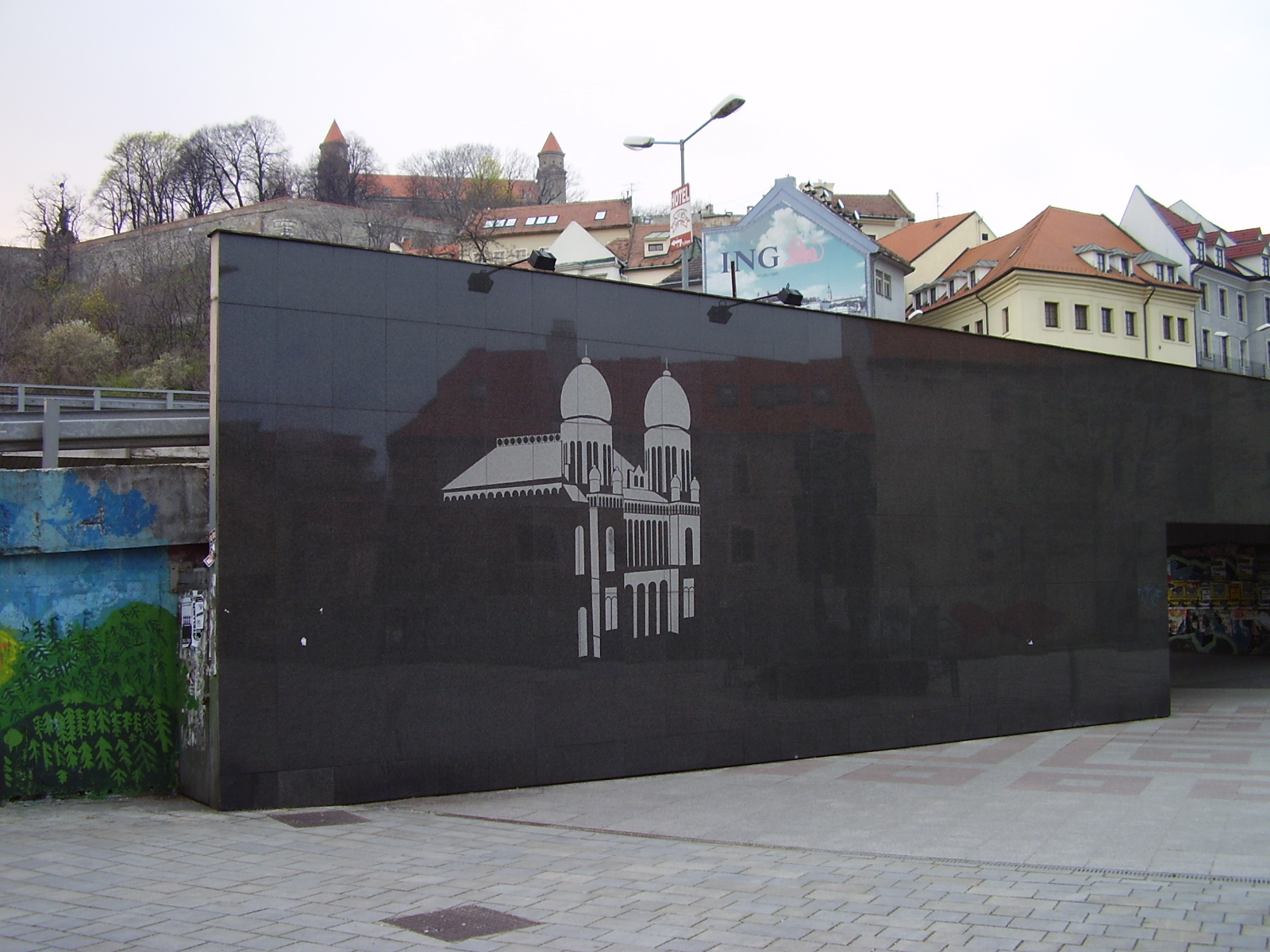
Symbolische Abbildung der Synagoge

Gebaut wurde sie 1893 (andere Angaben sprechen von 1894) nach dem Projekt vom Architekten Dionys Milch mit einem rechteckigen Grundriss und ersetzte den seit dem 18. Jahrhundert bestehenden Gasthof namens Sonnenhaus. Sowohl Motiv als auch Dekoration waren orientalisch gestaltet. Innen befand sich eine Orgel. An der Frontseite befand sich an den beiden Ecken je ein Turm in Maurischen Stil. In der Mitte der Fassade befanden sich fünf im selben Stil gestaltete Eingänge. Die beiden achtseitigen Türme wiesen Kuppeldächer auf. Der Bau, der vom Pressburger Baumeister A. Feigler errichtet wurde, kostete 180.000 Kronen.
Die Synagoge blieb nach dem Zweiten Weltkrieg unbeschädigt und es bestanden Pläne, ein Jüdisches Museum im Gebäude zu errichten. Dies wurde jedoch nicht durchgeführt. Stattdessen wurde das Gebäude in den 1960er Jahren vom Slowakischen Fernsehen als temporäres Fernsehstudio benutzt.
Als man den Bau der Neuen Brücke beschloss, begann der weitgehende Abriss des damaligen Stadtviertels Podhradie (Schlossgrund), um Platz für die Zufahrtsstraßen und die Brücke selbst zu schaffen. Dabei wurde die Synagoge 1969 endgültig abgerissen, obwohl sie nicht auf der Trasse lag. Es gab Vermutungen, dass die Demolierung auch aus antijüdischen Gründen der kommunistischen Regierung erfolgte.
Heute befindet sich ein Holocaust-Denkmal von Peter Zalman und Lucia Zalmanová (1996) an der Stelle der demolierten Neologen Synagoge nahe dem Martinsdom, auf dem Fischplatz (Rybné námestie). Die Gedenkstätte besteht aus einer Skulptur und einer symbolischen Abbildung der Synagoge auf einer spiegelnden Marmorwand.

## Weblinks

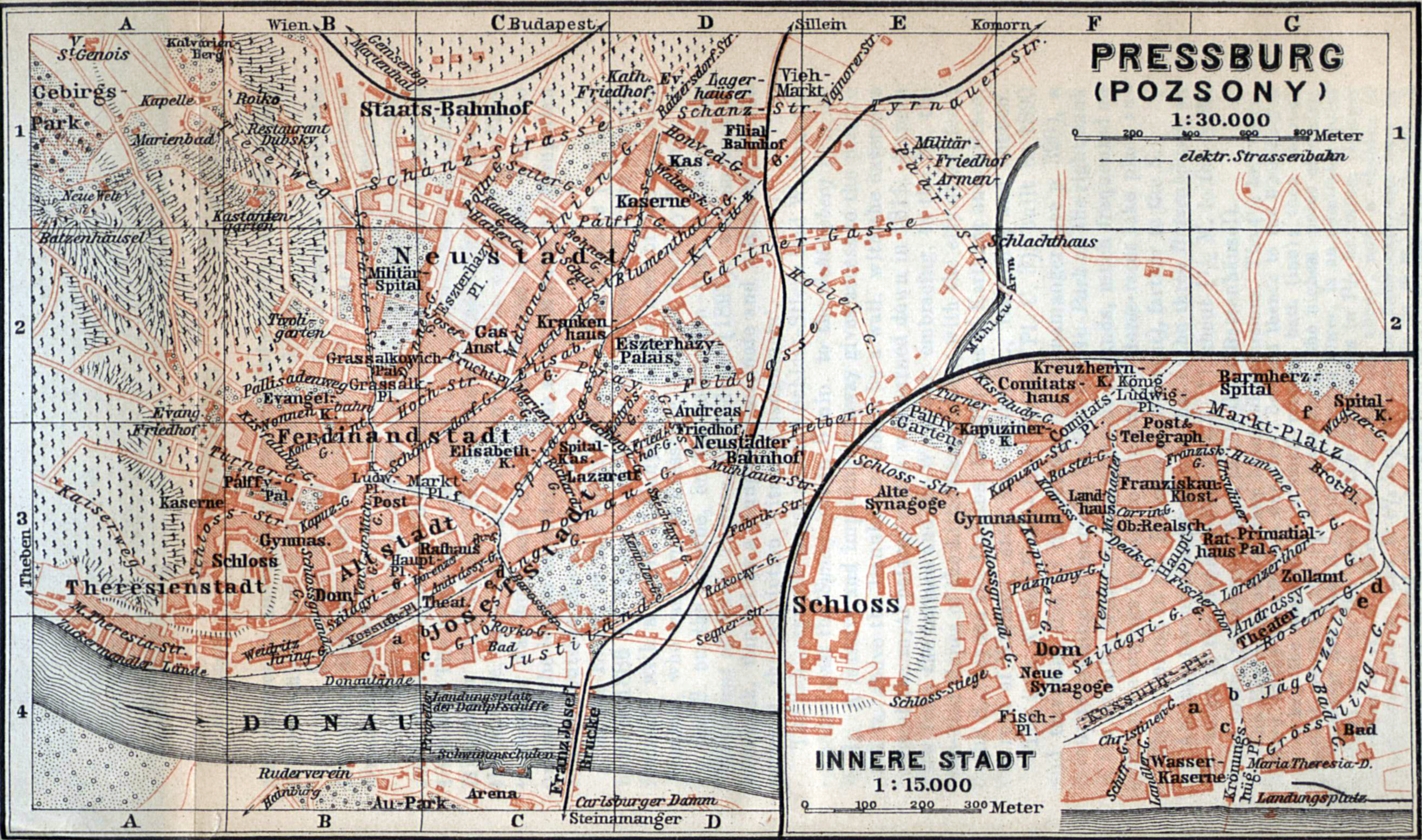
Pressburger Stadtplan (1905)